# روزاريو غارسيا
روزاريو غارسيا (بالإسبانية: Rosario García Ortega)‏ هي ممثلة إسبانية وأرجنتينية، ولدت في 1911 ببوينس آيرس في الأرجنتين، وتوفيت في 1994 بمدريد في إسبانيا.

## وصلات خارجية
- روزاريو غارسيا على موقع IMDb (الإنجليزية)
- روزاريو غارسيا على موقع قاعدة بيانات الفيلم (الإنجليزية)